# Стюарт Оркін
Стюарт Оркін (1946 , Мангеттен, Нью-Йорк ) — американський вчений-медик, генетик, гематолог і дитячий онколог у Гарвардській медичній школі, Інституті раку Дани-Фарбера та Бостонській дитячій лікарні.
Доктор медицини (1972), заслужений професор педіатрії Гарвардського університету, дослідник Медичного інституту Говарда Г'юза.
Закінчив Массачусетський технологічний інститут (бакалавр наук про життя, 1967). 
Ступінь доктора медицини здобув у Гарвардській медичній школі в 1972 році. 
В 1973-1975 роках асоціат-дослідник Служби громадської охорони здоров'я США. 
З 1978 року знову у Гарвардській медичній школі, спочатку асистент-професор, з 1986 року іменний професор (Leland Fikes Professor), з 2000 року іменний професор (David G. Nathan Professor) педіатрії Dana–Farber Cancer Institute, де також завідував кафедрою педіатричної онкології.

## Діяльність
Оркін фахівець з регуляції експресії генів і диференціювання гемопоетичних стовбурових клітин, спадкових захворювань клітин крові, онкогенезу, зокрема клітин кровотворення.
Оркіну і співробітникам вдалося визначити важливі регуляторні гени кровотворення. 
Його роботи з патології спадкових порушень кровотворення зробили значний внесок у вдосконалення діагностики та терапії цих захворювань. 
Група Оркіна визначила різні мутації, які призводять до різних форм таласемії, клонувала ген, що призводить до нептичного гранулематозу, і охарактеризувала перехід, який здійснює перехід від фетального гемоглобіну до дорослого, і показала його регуляцію.
Остання робота Оркінса стосується пренатальної діагностики генетичних розладів або молекулярної генетики та біохімії фагоцитів.
Оркін опублікував (станом на 2014 рік) понад 500 наукових публікацій , 225 з яких процитовано понад 100 разів . 

Його h-індекс становить (станом на травень 2019 року) 185. 

## Нагороди та визнання
- 1984: премія AFCR;
- 1986: премія Вільяма Дамешека, Американське товариство гематології[en][10];
- 1987: премія Е. Міда Джонсона[en], Товариство педіатричних досліджень[11];
- 1987/88: лекція Гарві[de];
- 1991: член Національної академії наук США;
- 1992: член Медичної академії[en][12];
- 1993: премія фонду Воррена Альперта[en][13];
- 1993: член Американської академії мистецтв та наук;
- 1995: дослідницька премія Гельмута Гортена;
- 1998: премія Е. Доннелла Томаса, Американське товариство гематології;
- 2002: член ЄОМБ;
- 2005: премія за видатні дослідження, AAMC;
- 2005—2008: голова комісії з розгляду грантів Інституту стовбурових клітин штату Каліфорнія;
- 2008: «Легенда гематології», Американське товариство гематології[14];
- 2009: премія наставника з фундаментальних наук, Американське товариство гематології;
- 2011: член AAAS;
- 2012: премія Дональда Меткалфа, Міжнародне товариство експериментальної гематології;
- 2013: медаль Джессі Стівенсон-Коваленко[en] НАН США[15];
- 2014: премія Вільяма Аллана[en], Американське товариство генетики людини[16];
- 2015: нагорода за все життя, Бостонська дитяча лікарня[en][17];
- 2016: Меморіальна премія Карла Ландштейнера[en], Американська асоціація банків крові;
- 2017: меморіальна лекція Макліна Маккарті, Рокфеллеровський університет;
- 2017: премія фонду Клоттена;
- 2017: член Американського філософського товариства[18];
- 2018: медаль Джорджа М. Кобера[de], Асоціація американських лікарів;
- 2018: премія Неммерса з медицини[de], Північно-Західний університет [19][20];
- 2018: нагорода ASIP «Видатний дослідник»;
- 2020: міжнародна премія короля Фейсала;
- 2020: Премія Гаррінгтона за інновації у медицині[de];
- 2021: премія Грубера з генетики[en] [21];
- 2022: міжнародна премія Гайрднера[22]